# Gregório II Noviraque
Gregório II Noviraque (em armênio/arménio: Գրիգոր II Նովիրակ; romaniz.: Grigor II Novirak) era um armênio do século VII, membro da família Siuni e príncipe de Siunique entre 621 e 636.

## Vida

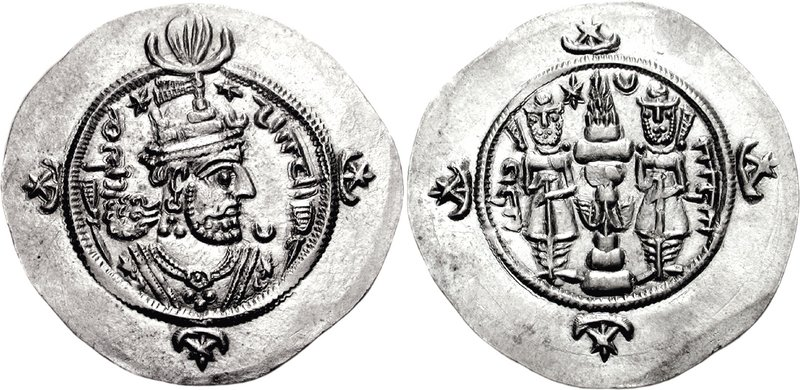
Dracma de r.

Gregório era filho de Isaque I (r. 598–608) e pai de Fraates I (r. 636–652). Após um interregno que durou 13 anos (608–621), torna-se príncipe de Siunique em 621 e ocupa a posição até 635/636. Segundo Tabari, no tempo da deposição do xá Cosroes II (r. 590–628) e ascensão de Cavades II (r. 628), o oficial Asfajusnas se reuni com Jalinus ou Jilinus, figura que Tabari identifica como o comandante da guarda encarregado de manter o controle sobre Cosroes. Esse Jalinus possivelmente pode ser Musel III ou Gregório.
Segundo Sebeos e os cronistas árabes, também participou na Batalha de Cadésia travada entre os generais do Império Sassânida e os exércitos invasores do recém-criado Califado Ortodoxo em 635 ou 636. Nela, comandou 1 000 armênios. O exército sassânida foi derrotado e Gregório e seus filhos pereceram.